# Шершавин, Сергей Иванович
Сергей Иванович Шершавин (8 [21] июня 1915, Куртино, Московская губерния — 8 марта 2002, Удельная, Московская область) — командир сапёрного взвода 480-го стрелкового полка 152-й стрелковой дивизии 6-й армии Юго-Западного фронта, старший сержант. Герой Советского Союза.

## Биография
Родился 8 июня 1915 года в селе Куртино (ныне Ступинский район Московской области) в крестьянской семье. Окончил 4 класса.
На военной службе во Внутренних войсках НКВД СССР в 1936—1940 годах. Служил командиром отделения 67-го полка войск НКВД по охране железных дорог, политруком взвода 5-го отдельного дивизиона ВОХР НКВД СССР.
После службы работал токарем на заводе в городе Коломна. В ноябре 1941 года вместе с заводом был эвакуирован в Красноуфимск, откуда и был призван в армию.
С января 1942 года — в Красной Армии. Член ВКП(б)/КПСС с 1942 года.
Командир сапёрного взвода 480-го стрелкового полка старший сержант Сергей Шершавин в ночь на 16 мая 1943 года с риском для собственной жизни взорвал на реке Северский Донец в районе города Змиев Харьковской области Украины хорошо замаскированный мост, по которому противники намеревались переправлять свои войска.
Указом Президиума Верховного Совета СССР от 26 октября 1943 года за мужество и героизм, старшему сержанту Шершавину Сергею Ивановичу присвоено звание Героя Советского Союза с вручением ордена Ленина и медали «Золотая Звезда».
В октябре 1943 года С. И. Шершавин демобилизован по ранению. Жил в посёлке городского типа Удельная Раменского района Московской области, неоднократно избирался депутатом Удельнинского поселкового Совета. До ухода на заслуженный отдых работал в Быковском аэропорту Раменского района.
Скончался 8 марта 2002 года. Похоронен на кладбище «Островцы» в Московской области.

## Награды
Награждён орденами Ленина, Отечественной войны 1-й степени, медалями. Удостоен звания «Почётный гражданин города Ступино».

## Память
В городе Раменское Московской области на площади Победы у Вечного огня установлена гранитная плита, на которой высечено имя Героя.